# Acharnes
Acharnes (in greco Αχαρνές?) è un comune della Grecia situato nella periferia dell'Attica (unità periferica dell'Attica Orientale) con 82.555 abitanti secondo i dati del censimento 2001.
A seguito della riforma amministrativa detta piano Kallikratis in vigore dal gennaio 2011 che ha abolito le prefetture e accorpato numerosi comuni, la superficie del comune è ora di 108 km² e la popolazione è passata da 75.341 a 82.555 abitanti.